# 河田誠一
河田 誠一（かわだ せいいち、1911年〈明治44年〉11月23日 – 1934年 〈昭和9年〉2月3日）は、香川県出身の日本の詩人であり小説家。
早稲田大学第二高等学院では田村泰次郎と出会い、深い交流があったほか井上友一郎や坂口安吾などと文学活動を行った。文芸誌『東京派』や『桜』を創刊し、豊かな才能を認められながらも、結核により22歳で没した。
あまり知られた存在ではないが、詩人・作家として昭和初期に期待されたホープであった。代表作は「新城榛名の手記」『河田誠一詩集』。

## 生涯

### 出生から『東京派』創刊まで
1911年（明治44年）に香川県三豊郡仁尾町中津賀（現在の三豊市）に父武治、母マスノの間に4人兄弟の次男として生まれる。生まれてすぐ叔母の家に預けられるものの5歳ごろに実家に戻る。9歳の時に父を46歳で亡くすが、母が雑貨店を継いだため、当時としては経済的にそれほど苦しかった家ではない。
旧制三豊中学校（現在の観音寺第一高校）に入学。この学校からは『荒地』の詩人森川義信や大平正芳を輩出している。河田は中学で文学活動を始める。同人誌『四国文学』を創刊、三豊中学校の生徒で組織した「仁尾学友会」でも機関誌を出しており、月河梟一というペンネームで小説「漁村」、戯曲「深山与七郎」、詩「夏の夜の星空」などを発表した。西條八十が主宰した詩誌『愛誦』にも投稿を始め、既に名が知られ始める。
1929年に上京し、早稲田大学第二高等学院に通う。高等学院では山内義雄の授業でギ・ド・モーパッサンに触れた影響から小説を書くようになる。また、田村泰次郎と出会い、親友となる。
しかし、1930年には落第し、春ごろに四国放浪を始める。田村によると、放浪に至った原因はいとこにあたる海本清子との関係で腐り切ったことであり、道中では「放浪詩篇」と題する一冊のノートをしたためていた。なお、『大阪化粧品商報』に「四国一周旅行」が200枚ほどの分量で掲載されたとされているが、未発見である。
四国放浪を終えると河田は再び上京し、1930年12月に田村泰次郎、大島博光、秋田滋、神絢（能勢馨）、瀧口俊吉とともに7名の同人で文芸誌『東京派』を創刊する。この雑誌では同人による創作、評論に加えて仏文学、英米文学の翻訳や紹介がなされていた。河田は創刊号にて小説「日本悲歌」を発表したほか詩「ラヂゲヴィヌスの墓」の翻訳を行った。

### 『東京派』『桜』の同人時代と死
1931年に兄・義春の法事のために香川に一旦戻るが、従妹の海本清子とともに東京に帰る。清子との生活は貧しく、主に清子が働いて支えていた。幼いころから清子は河田家に出入りしており、雑貨屋の手伝いをしていたが親たちに交情を許されてこなかったため、実家を慮って無心をしなかった。同年、『東京派』が6号を以て廃刊。この時期には創作の中心が小説となっており、詩作が確認できる最後の年となっている。
1932年には加宮貴一の『今日の文学』、中河与一の『進化学的文芸』に小説、評論を掲載するが、この年以降詩の発表はない。翌1933年には本郷の中西書房をスポンサーとして田村泰次郎、井上友一郎、坂口安吾とともに文芸誌『桜』を創刊。この同人誌は鳴り物入りであり、紅野敏郎は昭和文学の新人として認知されてもいた人びとの結集の場となっていたと指摘する。河田は既に「新進」として評価を得ていたが、6月に体調を崩す。8月には実家の母に手紙を書いて医者代を求めるが、回復しなかったため帰郷する。
1934年に入り、1月3日に療養していた高松赤十字病院第11病舎にて喀血する。亡くなる数日前に医者の厚意によって高松市塩上の仮住まいに移され、清子が看病にあたる。2月3日は体調が良く、昼食ではマグロの刺身や焼きイワシを食べていたが、午後4時ごろ河田の所望に応えて清子が今川焼を買って戻ると、布団の上で口から血を流し、赤い塵紙が転がる中で息を引き取っていた。享年22。戒名は泰雲玄道信士。友人代表として田村泰次郎が東京から赴いた。
河田が『東京派』と『桜』に発表した作品の多くは小説であり、詩作については多くが『愛誦』への投稿であり、そのほとんどが10代のときに作られている。

### 死後
河田の死後、『桜』は河田追悼号を出して6号で終刊となった。1940年9月30日、田村泰次郎、井上友一郎、草野心平によって昭森社より『河田誠一詩集』が刊行。河田としては遺稿にして唯一の後半詩集である。装幀は草野心平。100部限定の発行であり、その多くは『東京派』『桜』の同人や早稲田系の作家などに寄贈された。
弟の徳一も兄の後を追って文学の道を志すが、1943年に29歳で死亡。妻の清子は再婚するが、36歳で病没。母マスノはその後養子をとり、1973年に88歳の天寿を全うする。

## 作風
河田は自らを「新野獣主義」と称している。『東京派』『桜』の同人であり親友の田村泰次郎は「落漠熾烈な海岸小説」と位置付けた。井上友一郎は河田の詩を「郷里四国の南国的な美しい風物」「つつましくて甚だ熾烈な或る女人への清らかな思慕を宝石のように散りばめている。」と評している。中河与一は「不可解な高揚された詩情、南方の光線にみちたものを感じた」とし、「河田君のような天才のある少年」と評している。
早稲田大学教授の紅野敏郎は「文と文との間に、飛躍があり、強調があり、リズムがある。しかし論旨はそれほど明快ではない。」と河田の詩作を評する。香川大学教授の桂孝二は『愛誦』の投書家の中で一段抜きんでていたとし、その作風に西條八十の影響を見出している。

## 人物・交友
坂口安吾は河田の人物像について「河田には人間の底に光があった。逞しい気骨があった。だから、あの男はどん底の中に居ても、決して身辺に湿気というものを持たなかった。」と述べている。弟の徳一と交流のあった女性は実家の雑貨屋で店番をしている河田について「身なりをいつもきちんとしている人だった。店番に坐っているとき、細い身体に和服の衿元をきちんと合わせて端然と座って本を読んでいた。」と振り返る。
早稲田高等学院で出会った田村泰次郎とは特に親しく、『今日の文学』において田村について「親友田村氏にいらぬおせつかいをやめよう」と言及しており、田村が親友であると公言している。

## エピソード
- 小学校3年生のとき、学校帰りに銀の鈴を拾う。このことを作文に書くと先生に褒められた[16]。
- 『主婦の友』に女性の名前で「小間物繁盛記」を投稿し、当選して賞金を獲った[16]。

## 家族
父・武治46歳で病没。日露戦争では金鵄勲章を授与された。
母・マスノ1973年まで生きる。享年88。
兄・春義1931年に21歳で病没。
弟・徳一1943年に29歳で病没。
妻・清子河田の死後、再婚するも36歳で病没。
河田家は「長木屋」という屋号で雑貨屋を開いていたが、雑貨屋を開く以前武治とマスノは石狩川の開拓移民として旭川に住んでいたことがある。

## 作品
- 『河田誠一詩集』『河田誠一詩集』、昭森社、1940年。